# Luocheng
Der Autonome Kreis Luocheng der Mulam (chinesisch 罗城仫佬族自治县, Pinyin Luóchéng Mùlǎozú Zìzhìxiàn; Zhuang Lozcwngz Mulaujcuz Swciyen) ist ein autonomer Kreis der Mulam im Norden des Autonomen Gebiets Guangxi der Zhuang-Nationalität in der Volksrepublik China. Er gehört zum Verwaltungsgebiet der bezirksfreien Stadt Hechi. Die Fläche beträgt 2.651 Quadratkilometer und die Einwohnerzahl 312.900 (Stand: 2018).